# 水痘派對
水痘派對是一個派對，旨在希望小童感染水痘病毒。派對的目的，是將一個非水痘的患者跟一個水痘患者接觸，從而希望感染水痘病毒並獲得抗體。因為他們相信，小童感染水痘的危害沒有成年人感染水痘那麼嚴重。因為現在已經發明了水痘疫苗，各國衛生專家並不同意這種活動；但反疫苗運動者認為，疫苗的危害比疾病本身更大。   

## 流感派對
在加拿大2009年H1N1流感大流行期間，也出現有流感派對，一些家長讓小童感染流感病毒，並希望藉此獲得抗體。